# 鼬眼蛤科
鼬眼蛤科（学名：Galeommatidae）屬於鼬眼蛤總科。舊屬帘蛤目，但按2019年的最新分類，本科成為了不等蛤總目鼬眼蛤目的成員。

## 分類
根據WoRMS，本科現時包括49個屬。以下為部分本科的屬：
- 鼬眼蛤屬（Galeomma Turton, 1825）[5]
- 小鼬眼蛤屬（Galeommella  Habe, 1958）[6]
  - 秘魯小鼬眼蛤 Galeommella peruviana (Olsson, 1961)
  - Galeommella utinomii Habe, 1958
- 擬鼬眼蛤屬 （Pseudogaleomma  Habe, 1964）[7]
- 红蛤属（Scintilla Deshayes, 1856）

此外德文蛤属（Devonia Turton, 1825）、及沃尔多蛤属（Waldo Dall, 1876）原為本科成員，今屬寄生蛤科。

## 外部連結
- 黃彥銘; 蘇俊育; 邱郁文. . 2011-10-01 （中文（繁體））.